# مايكل ويليام رايت
مايكل ويليام رايت (بالإنجليزية: Michael W. Wright)‏ هو لاعب كرة القدم الكندية أمريكي، ولد في 13 يونيو 1938 في منيابولس في الولايات المتحدة.

## وصلات خارجية
- مايكل ويليام رايت على موقع إن إن دي بي (الإنجليزية)